# Panino

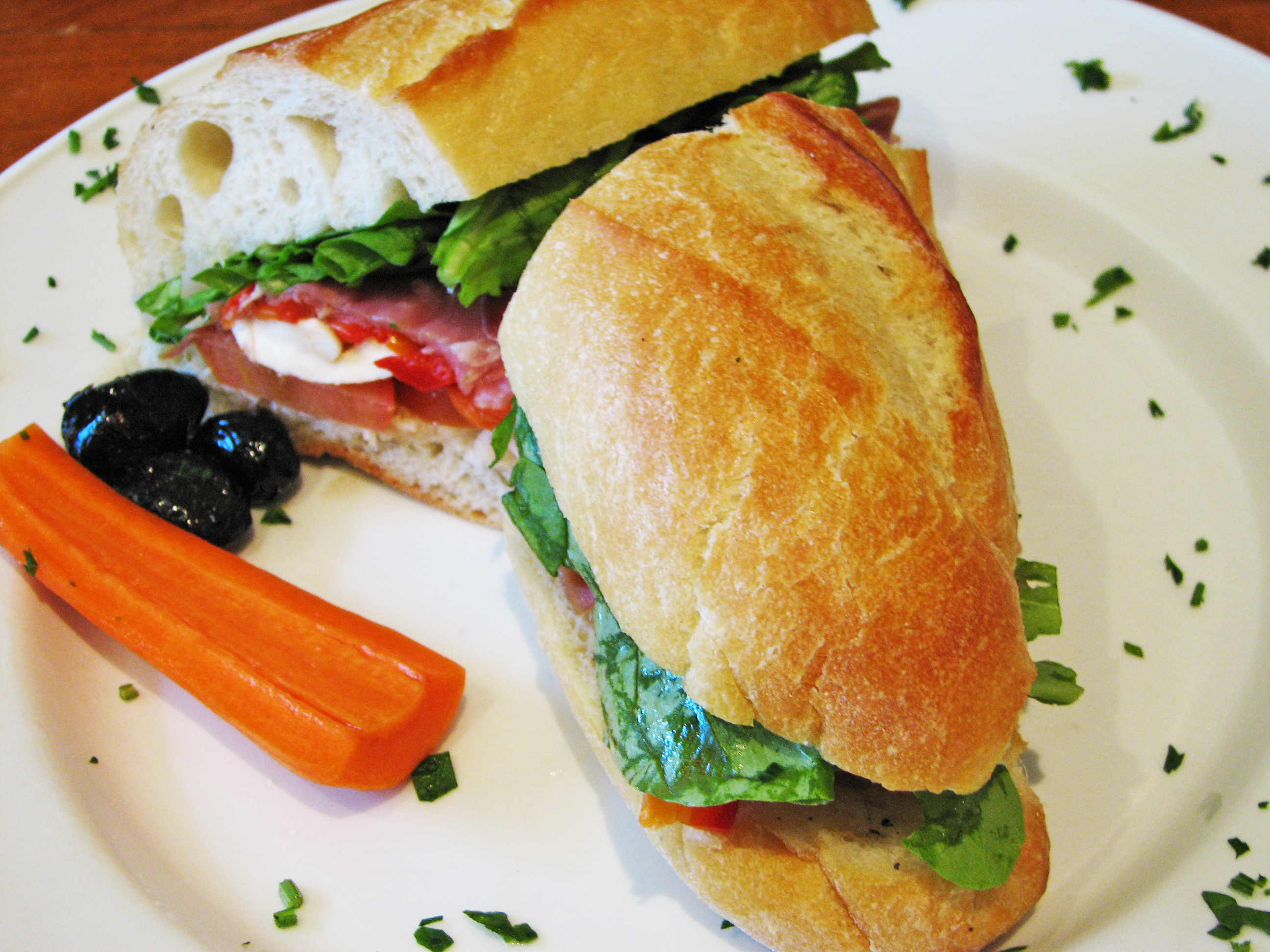
Panino imbottito

Un panino è una forma di pane di piccola pezzatura, in genere tonda o ovale. Il termine indica, per estensione, il panino imbottito, anche detto farcito o ripieno, una pagnotta tagliata in orizzontale e riempita con vari companatici, generalmente salumi, formaggi e verdure. Quando viene preparato usando un pane di impasto particolarmente soffice, il panino imbottito prende il nome di sandwich.

## Descrizione
Per la preparazione dei panini, oltre agli ingredienti di base per preparare il suo impasto, possono venir adottati altri aromi e/o alimenti spesso impiegati nella panificazione, tra cui le olive, il rosmarino, l'olio extravergine di oliva e semi vari (che vanno dai chicchi di segale, girasole al finocchio ed al sesamo, nonché al papavero - tipico della Mitteleuropa). La variabilità regionale dei nomi dati alle forme di pane si ripropone in varie aree geografiche, tra cui l'Italia, ove si contano, tra gli altri, il filoncino, la rosetta, la michetta, il biove o la biova, la biovetta, il bocconcino e la spaccatella. Esse sono, il più delle volte, delle denominazioni regionali che variano da una località all'altra. 

### Panini imbottiti
Quando i panini sono imbottiti le combinazioni di ingredienti utilizzate per prepararli sono pressoché infinite. Alcune preparazioni possono prevedere un riscaldamento del panino prima del suo consumo, in modo anche da renderlo croccante. Esistono molti libri di ricette che suggeriscono specifici tipi di pane a seconda degli alimenti che contengono:
- Per panini dove sono presenti sottoli o sottaceti vengono sconsigliati pani troppo ricchi di mollica, in quanto questa potrebbe imbibirsi in modo eccessivo del liquido di governo rendendo il panino troppo unto o acido.
- Per panini freddi dove predominano salumi stagionati viene consigliato pane che ha quantità nulle o esigue di sale, in modo da dare il giusto rilievo al sapore del salume.
- Per panini nella cui imbottitura siano presenti salse (es. maionese o salsa tonnata) è preferibile un pane ricco di mollica, possibilmente piuttosto morbida, in modo che la salsa non fuoriesca ma venga trattenuta da quest'ultima.
- Per panini che prevedono di essere riscaldati, il pane ideale dovrebbe essere basso e poco lievitato, come schiacciate o ciabatte.[5]
- Per panini che prevedono farciture particolari e "moderne", come pesce, carne con lunghe cotture o i cosiddetti "panini gourmet" si predilige un panino con un impasto leggero e che si sciolga facilmente al palato, come il pane cotto al vapore.[6]

La composizione dell'impasto ha determinato, nella storia della panificazione, diverse elaborate varianti, alcune delle quali anche dall'effetto psicotropo (come illustra il saggio di Piero Camporesi "Il pane selvaggio" del 1998).

## Distribuzione

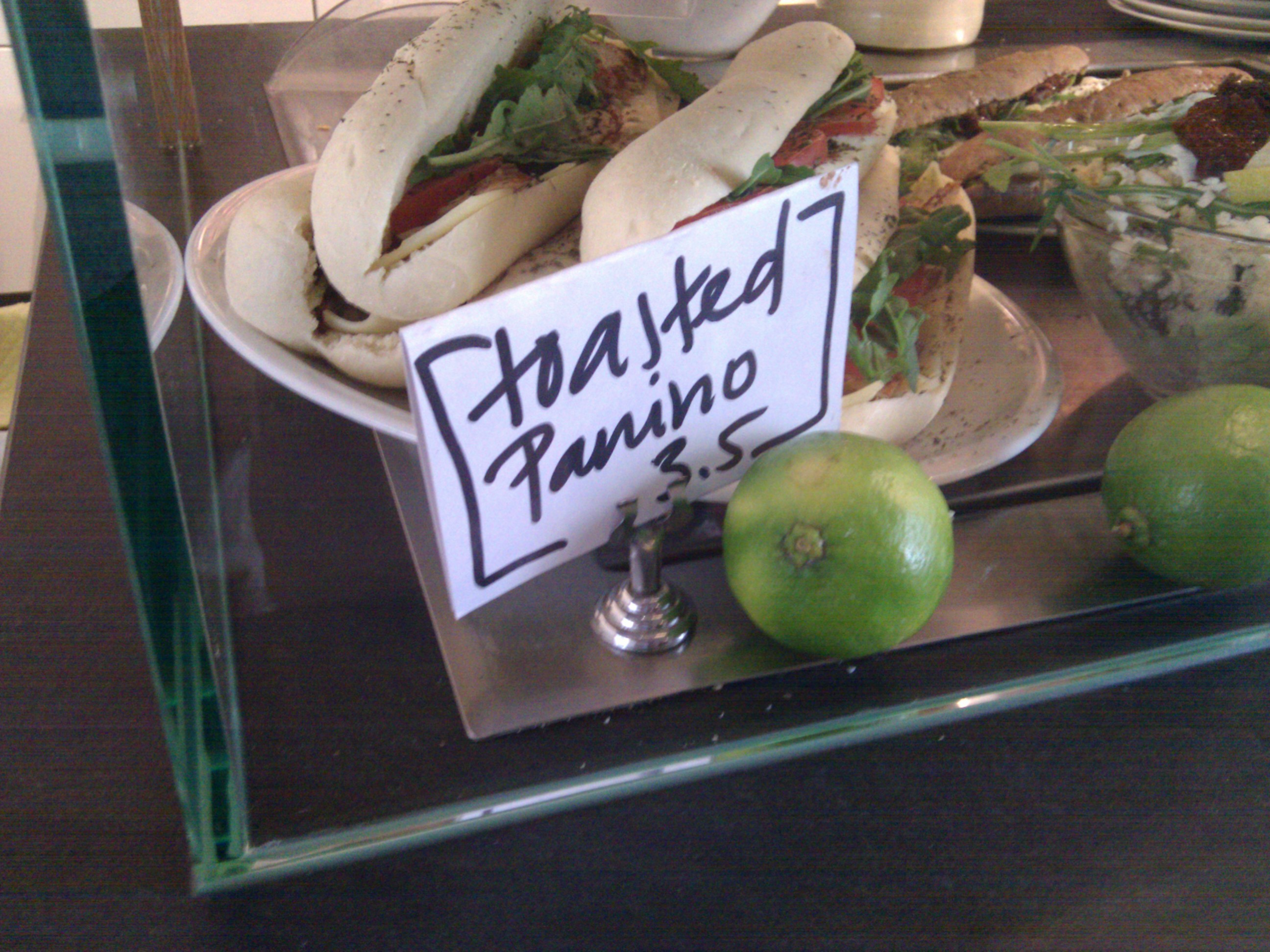
Un panino in vendita al pubblico

Oltre che a livello casalingo i panini imbottiti vengono preparati (e commercializzati) da numerosi esercizi pubblici. Esistono alcuni punti vendita specializzati nella vendita al pubblico di panini che vengono solitamente chiamati paninoteche. I panini imbottiti si possono inoltre acquistare, già pronti, anche nei supermercati o tramite distributori automatici.

## Nella cultura di massa
Nel gergo giovanile degli anni settanta-ottanta il venditore di panini imbottiti era definito paninaro, termine poi passato a definire i membri di una determinata sottocultura originatasi a Milano nei primi anni ottanta.
Nel gergo giornalistico, con il termine "panino", per analogia geometrica col panino imbottito, si intende un servizio di argomento politico in cui le opinioni di una parte politica sono schiacciate fra un'apertura e un commento finale, entrambe della parte politica opposta; nella sua formulazione originaria (attribuita a Clemente Mimun) le opinioni espresse da membri dell'opposizione sono precedute da quella ufficiale del governo e seguite da interviste a politici della maggioranza, che può quindi avere la prima e l'ultima parola sulla questione.

## Galleria d'immagini

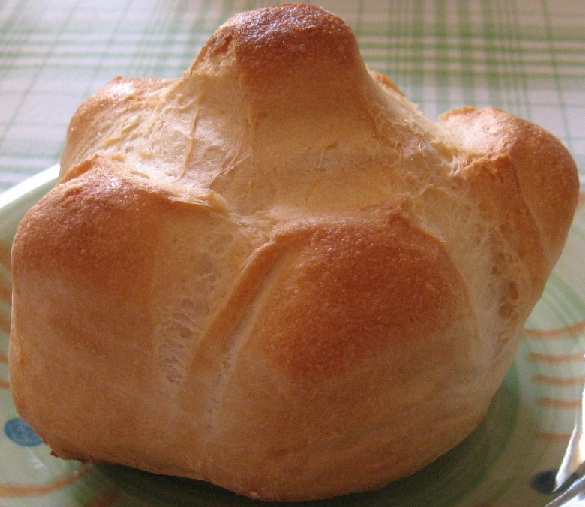
Una michetta
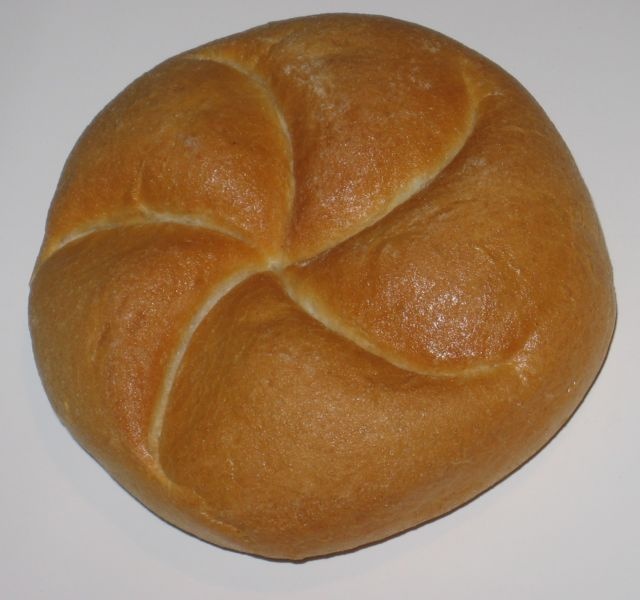
Un panino polacco (kajzerka).
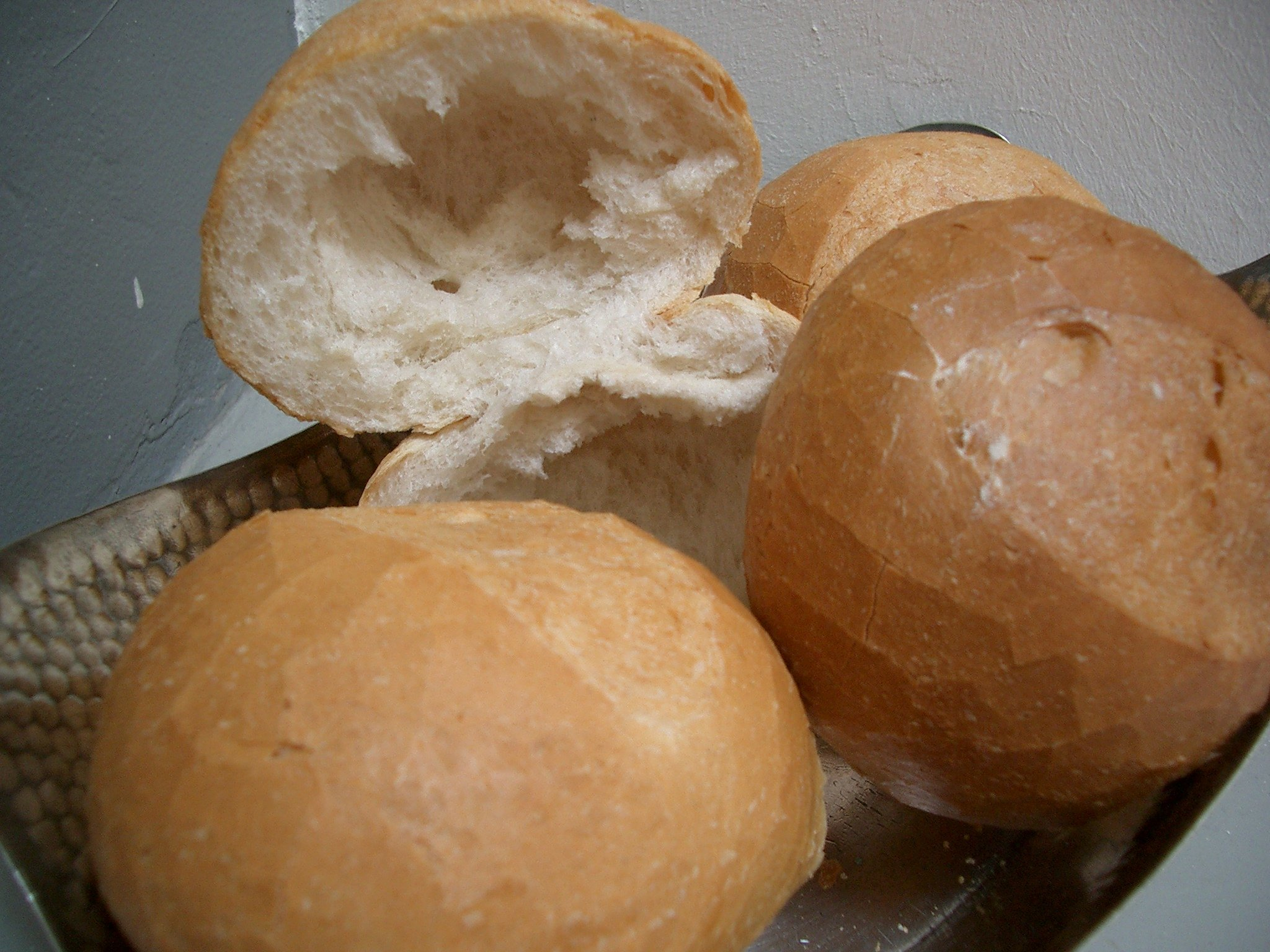
Panini belgi (brusselse pistolets).
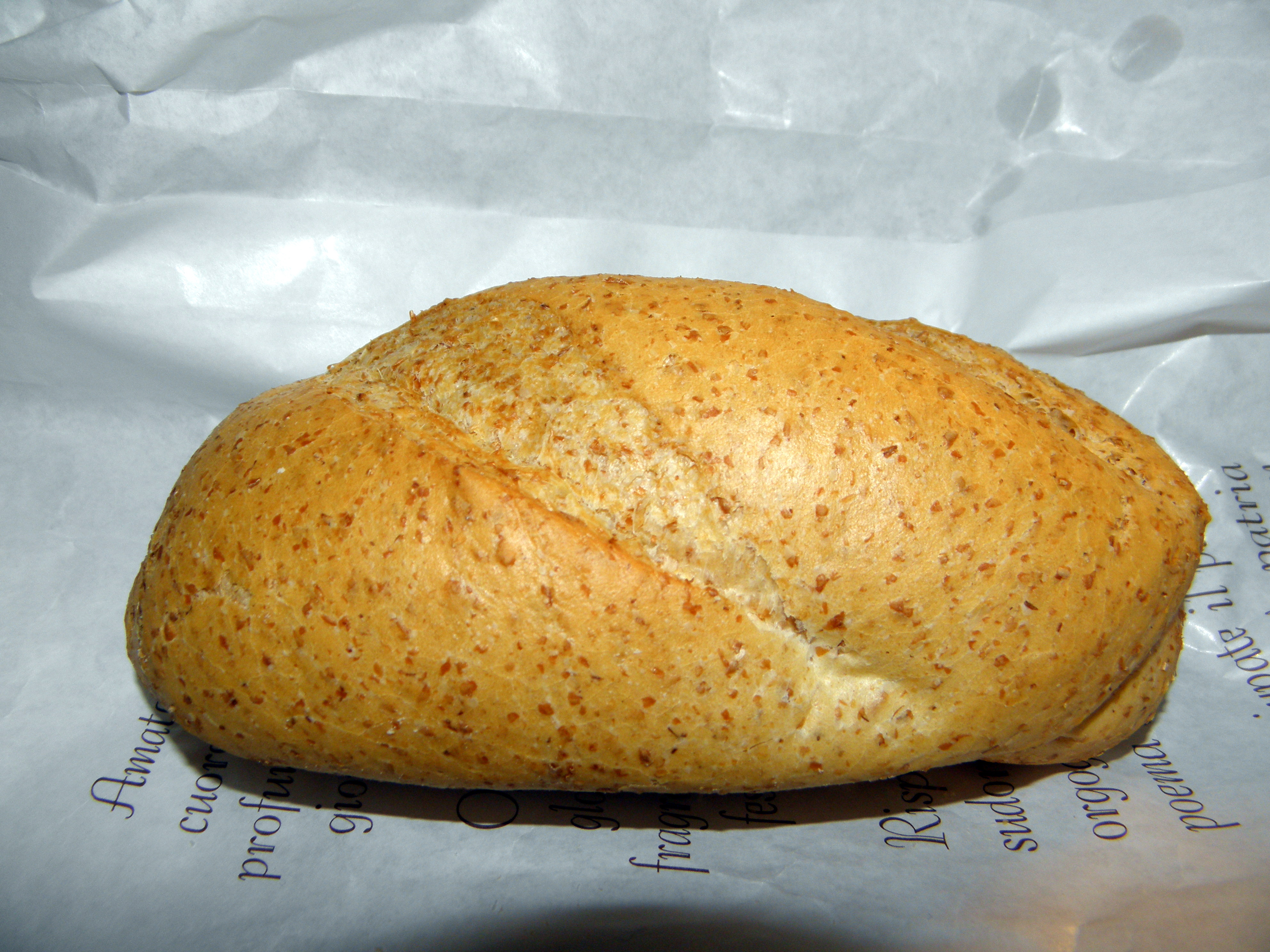
Panino integrale
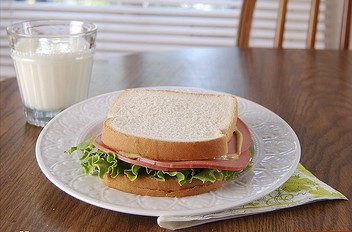
Il Bologna sandwich, un esempio di panino imbottito